# Aonla
Aonla es una ciudad y municipio situado en el distrito de Bareilly en el estado de Uttar Pradesh (India). Su población es de 55629 habitantes (2011). 

## Demografía
Según el  censo de 2011 la población de Aonla era de 55629 habitantes, de los cuales 29231 eran hombres y 26398 eran mujeres. Aonla tiene una tasa media de alfabetización del 57,31%, inferior a la media estatal del 67,68%: la alfabetización masculina es del 64,4%, y la alfabetización femenina del 49,51%.